# 多治見市モザイクタイルミュージアム
多治見市モザイクタイルミュージアム（たじみしモザイクタイルミュージアム、MOSAIC TILE MUSEUM Tajimi）は、岐阜県多治見市笠原町2082-5にあるモザイクタイルの博物館。
2016年（平成28年）6月4日に開館した。一般財団法人たじみ・笠原タイル館が指定管理者を務めている。
多治見市笠原交流センター（旧・中央公民館）と隣接している。

## 特色
1枚の表面積が50cm2以下のタイルをモザイクタイルと呼ぶ。最盛期の土岐郡笠原町には100以上のタイル工場が存在し、多治見市に編入後の2018年（平成30年）時点でも生産量・シェアともに日本一である。タイルコレクションを中心に、地域で培われてきたタイルの情報や技術を発信する。

## 歴史
2006年（平成18年）に多治見市が土岐郡笠原町を編入合併すると、合併の際に「新市建設計画」と「第6次多治見市総合計画」が立案され、笠原町役場跡地にモザイクタイルに関する博物館が整備された。1960年代までは多治見市立笠原小学校があった場所である。総事業費は12億円であり、合併特例債が使用されている。
合併から10年後の2016年（平成28年）6月4日、多治見市モザイクタイルミュージアムが開館した。開館前には年間2万5000人の入館者を見込んでいたが、開館後の一か月で入館者が1万人を超える人気ぶりであり、開館2年目には累計入館者数が30万人を超えた。

## 施設
設計は自然素材を取り入れた建築が特徴の藤森照信であり、タイルの原料を掘り出す採土場をモチーフにしている。藤森は「街の中には土を採る場所がポコポコあり、それをイメージして外壁に土を塗り、タイルをはめ込んだ」としている。鉄筋コンクリート造4階建であり、延床面積は1,925m2、敷地面積は6,789m2。
1階
ミュージアムショップや体験工房。
2階
最新のタイル情報を紹介する産業振興コーナー。
3階
タイルの製造工程や歴史がわかる資料コーナー。
4階
半屋外構造の吹き抜け。壁面には「富士山」、「マリリン・モンロー」、「笠原の風景」などのモザイクタイル画が展示されている。

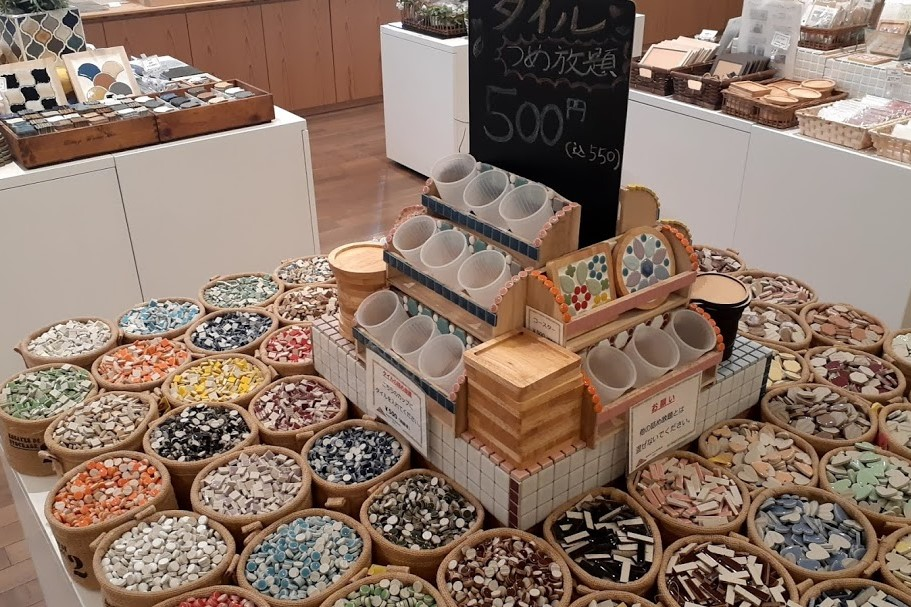
1階
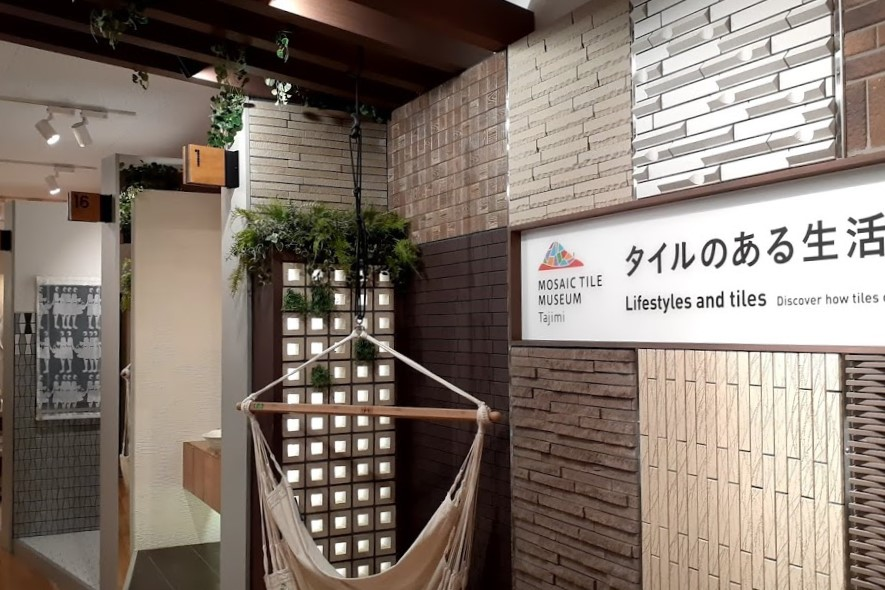
2階
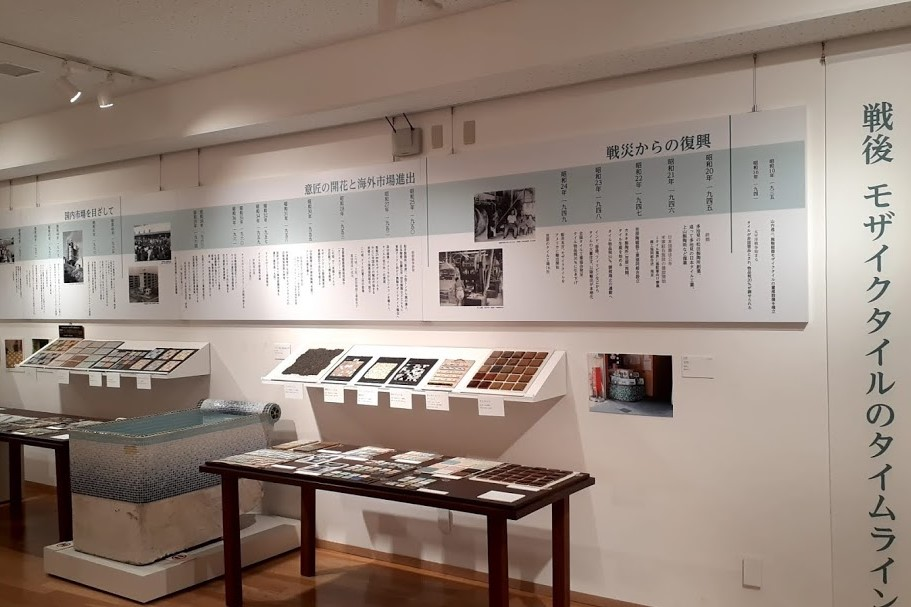
3階
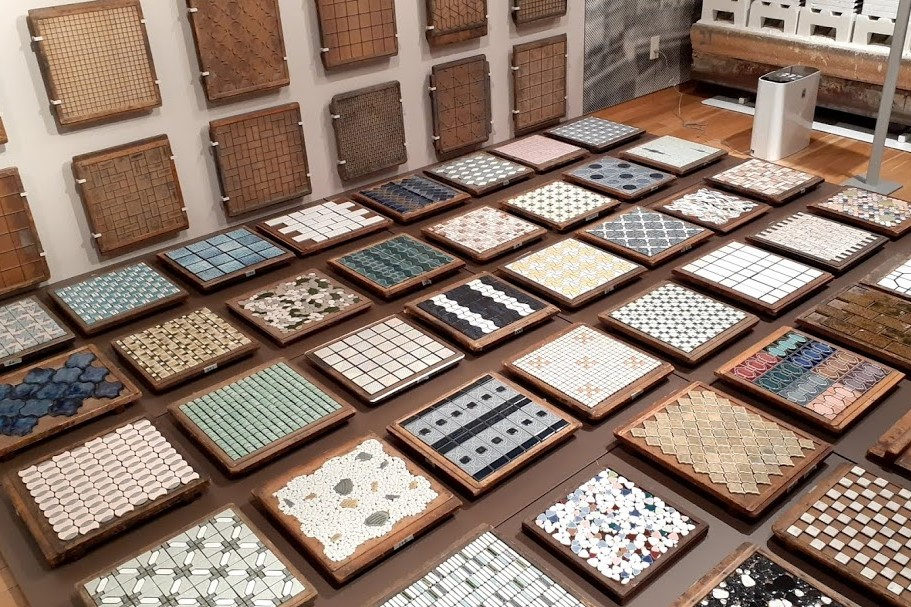
3階
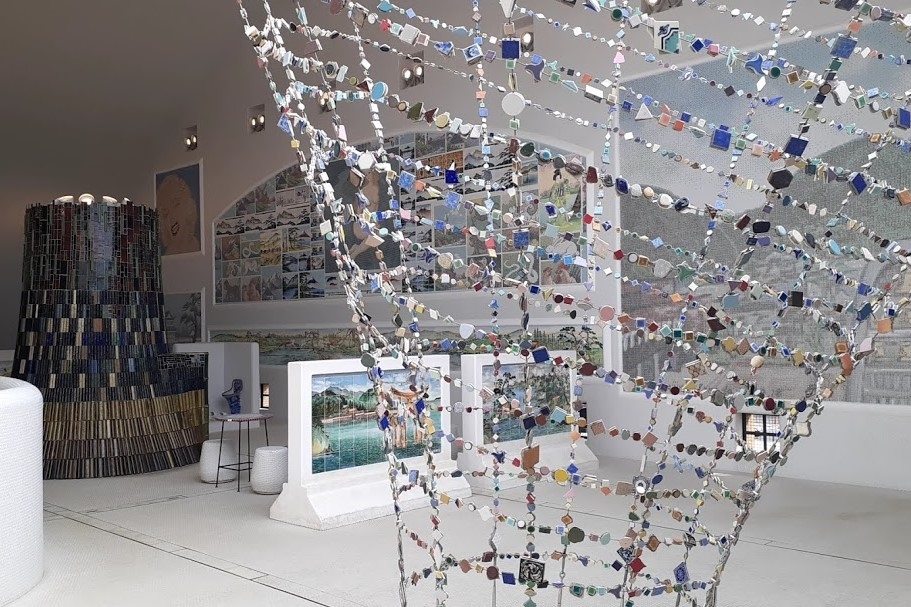
4階

## 利用案内
開館時間
- 9:00～17:00

休館日
- 年末年始

アクセス
- 公共交通機関
  - JR中央本線・太多線多治見駅から東鉄バス笠原線で「モザイクタイルミュージアム」バス停下車。
- 自動車
  - 中央自動車道多治見インターチェンジから約25分
  - 東海環状自動車道土岐南多治見インターチェンジから約15分。